# 波号第二百四潜水艦
波号第二百四潜水艦（はごうだいにひゃくよんせんすいかん）は、日本海軍の潜水艦。波二百一型潜水艦の4番艦。太平洋戦争末期に竣工して練習用として用いられ、戦後解体された。

## 艦歴

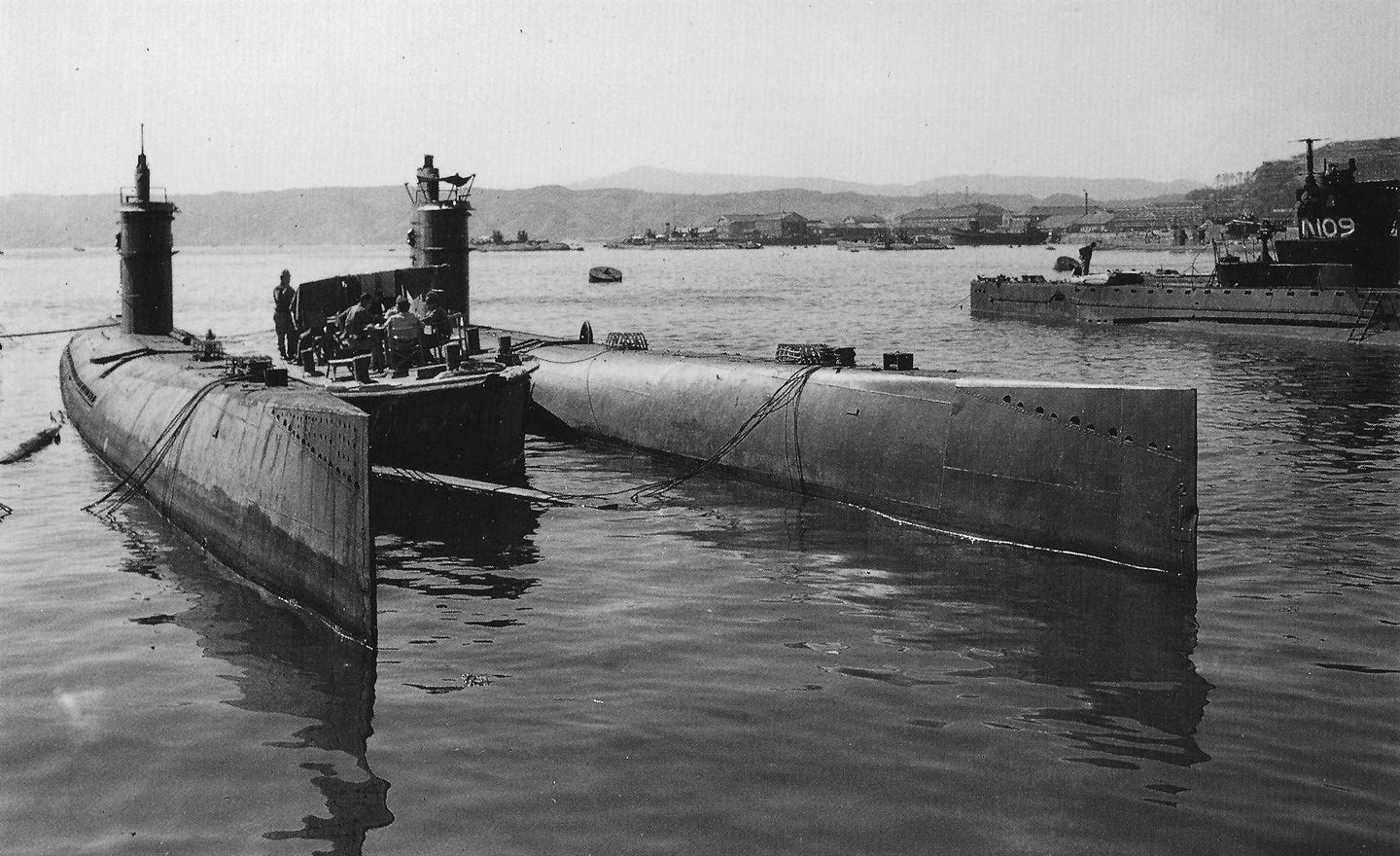
1945年10月16日、呉に停泊する潜水艦群。左から波号第204潜水艦、波号第203潜水艦、波号第109潜水艦の順。

マル戦計画の潜水艦小、第4911号艦型の4番艦、仮称艦名第4914号艦として計画。1945年4月5日、佐世保海軍工廠で仮称艦名第4913号艦と同日に起工。
5月1日、波号第二百四潜水艦と命名されて波二百一型潜水艦の4番艦に定められ、本籍を佐世保鎮守府と仮定。5日、本籍を佐世保鎮守府に定められる。12日、艤装員事務所を佐世保海軍工廠内に設置し事務を開始。
6月1日、進水。25日竣工し、役務を佐世保鎮守府練習兼警備潜水艦に定められ、呉潜水戦隊第三十三潜水隊に編入。以後、同隊で訓練に従事。
終戦時は内海西部に所在。10月29日油津で座礁し、座礁した状態のままアメリカ軍に引き渡された。11月30日、海軍省の廃止に伴い除籍。
1947年8月から10月にかけて、西村造船で解体された。

## 潜水艦長
艤装員長
1. 重本俊一 大尉：1945年5月15日 - 退任年月日不明

潜水艦長
1. 重本俊一 大尉：就任年月日不明 - 1945年11月29日